# Second traité naval de Londres

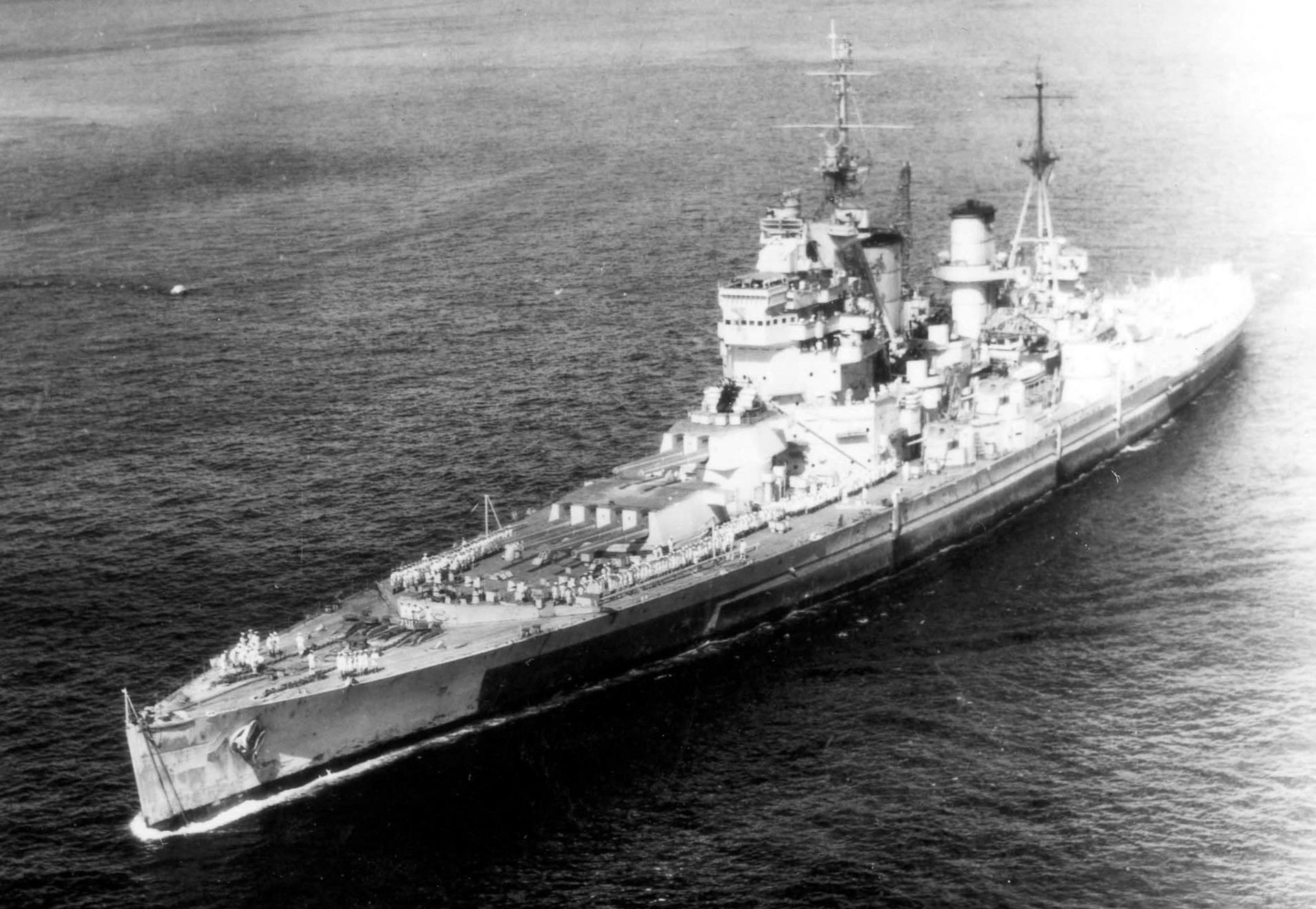
Le cuirassé britannique HMS King George V entre dans le port d'Apra, à Guam, avec des marins en formation sur le pont. 1945

Le second traité naval de Londres a été signé le 25 mars 1936 à Londres, à l'issue de la deuxième conférence de désarmement naval de Londres, organisée entre le 9 décembre 1935 et le 24 mars 1936. 
Les signataires étaient la France, le Royaume-Uni et les États-Unis. Le gouvernement du Japon, qui avait été signataire en 1930 du premier traité naval de Londres, s'est retiré de la conférence le 15 janvier 1936. L'Italie est également sortie des négociations à cause de l'hostilité publique manifestée à son encontre à la suite de la Seconde guerre italo-éthiopienne.

## Termes
La conférence était destinée à limiter la croissance des armements navals jusqu'à son expiration en 1942. Le traité a notamment limité le déplacement (taille) des navires et du calibre maximum des canons qu'ils pourraient emporter. 
Les cuirassés ont été limités aux canons de 356 millimètres (14 pouces) et à un déplacement de 35 000 tonnes. Une clause a été incluse qui permettait d'installer des canons de 406 millimètres (16 pouces) si une autre partie du Traité naval de Washington ne respectait pas ses engagements. Les porte-avions ont été restreints à 23 000 tonnes, et le traité confirma l'interdiction de transformer les navires marchands en porte-avions. Les croiseurs légers ont été limités à 8 000 tonnes et à un calibre maximum de 155 millimètres (6,1 pouces). Les sous-marins ne pouvait pas être plus lourds que 2 000 tonnes et ne pas avoir un canon de plus de 5,1 pouces. En outre, l'article 22 du premier Traité naval de Londres se rapportant à la guerre sous-marine fut reconduit. Il déclarait que le droit international s'applique à eux comme aux vaisseaux de surface. Par ailleurs, les vaisseaux marchands qui n'ont pas manifesté « le refus persistant de s'arrêter » (la volonté de continuer à naviguer) ou « la résistance active » ne pouvaient pas être coulés sans que l'équipage du navire et les passagers aient d'abord été déposés à un « endroit sécurisé ».
L'article 25 autorisait les signataires à sortir du traité si un autre pays construisait un bâtiment de guerre excédant des limites de traité. Pour cette raison, en 1938 les différentes parties du traité ont été d'accord sur une nouvelle limite de déplacement à 45 000 tonnes pour les cuirassés.

## Application
Pendant sa brève période d'application, ses clauses n'ont pas été respectées. Des croiseurs commandés par les États-Unis (classe St. Louis), par exemple, étaient de 5 000 tonnes plus lourds que le tonnage autorisé par le traité. Trois classes de cuirassés d'escadre ont été construites par les États-Unis : la classe  North Carolina, la classe South Dakota et la classe Iowa. Les navires de ces classes ont été destinés à être armés avec des canons de 14 pouces, pourtant, ils ont été équipés par des canons de 16 pouces. Avec plus de 55 000 tonnes à pleine charge, la classe Iowa était la seconde plus lourde classe de cuirassé d'escadre jamais construit après la classe Yamato japonaise.
Ce traité prit fin officiellement le 1er septembre 1939 avec le commencement de la Seconde Guerre mondiale.